# François Peronnet
Pour les articles homonymes, voir Perronnet.
François Peronnet, né le 20 février 1973, à Chaumont, en France, est un entraîneur français de basket-ball.

## Biographie
En février 2015, après 9 défaites sur les 10 dernières rencontres, Peronnet est remplacé au poste d'entraîneur d'Orléans Loiret Basket par Pierre Vincent.
En 2016, il est entraîneur de l'équipe japonaise de Tokyo Hachioji Trains (3e division nationale).
Pour la saison 2017-2018, il rejoint Kyle Milling et le Limoges CSP en première division, en tant qu'entraîneur adjoint. À la suite d'une défaite à domicile face à Dijon (79-67) le 24 novembre 2018, il remplace Milling dès le lendemain.

## Palmarès
- Finaliste du championnat de France de Pro B 2006
- Élu meilleur entraîneur de Pro B en 2006
- Vainqueur de la coupe de France 2010 avec l'Entente Orléanaise Loiret en tant qu'entraîneur adjoint.